# Kujawiak (Schiff, 1941)
ORP Kujawiak (L72) war ein Geleitzerstörer der britischen Hunt-Klasse, der im Zweiten Weltkrieg der polnischen Exil-Marine von der Royal Navy leihweise überlassen wurde. Das Kriegsschiff wurde ursprünglich als Oakley  (L72) für die britische Marine gebaut, aber noch vor ihrer Fertigstellung an die polnische Marine übergeben.
Die Kujawiak lief am 16. Juni 1942 bei Malta auf eine Seemine und sank. 25 Seeleute fanden dabei den Tod, 20 wurden verwundet.

## Geschichte des Schiffes
Die Kujawiak war ein Geleitzerstörer des Typs II der Hunt-Klasse. Sie wurde mit dem ersten Kriegsbauprogramm 4. September 1939 bei Vickers-Armstrong auf der Werft in High Walker, Newcastle, bestellt. Die Kiellegung des Neubaus erfolgte am 22. November 1939 und am 30. Oktober 1940 der Stapellauf als HMS Oakley. Schon von 1917 bis 1923 hatte es eine HMS Oakley bei der Navy gegeben. Das Schiff wurde am 30. Mai 1941 der polnischen Marine übertragen. Der überwiegende Teil der Besatzung stammte von dem zeitweise von den Polen betriebenen, ehemals französischen Zerstörer Ouragan, dessen Betrieb Ende April wegen mangelnder Zuverlässigkeit aufgegeben wurde.
Ein weiterer Teil der Ouragan-Besatzung ging zum bei J. Samuel White in Cowes im Bau befindlichen Hunt-Zerstörer HMS Silverton, der von der polnischen Marine als ORP Krakowiak übernommen wurde.

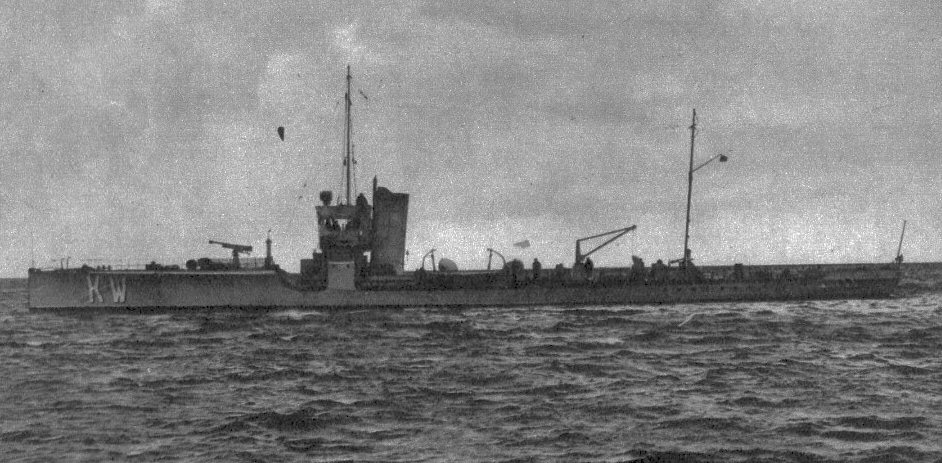
Kujawiak der A-56-Klasse

Die Oakley wurde am 17. Juni 1941 als ORP Kujawiak in Dienst gestellt. Sie war der zweite von drei Hunt-Zerstörern der polnischen Marine während des Zweiten Weltkriegs.

Den Namen Kujawiak hatte schon ein Torpedoboot der A-56-Klasse getragen, das als A 68 1917 von der Schichau-Werft in Elbing fertiggestellt und im September 1921 mit zwei Schwesterbooten für die polnische Marine angekauft worden war. Das veraltete Boot wurde 1939 von den Deutschen versenkt.

### Einsätze
Zur Jahreswende 1941 gehörte die Kujawiak mit dem Schwesterschiff Krakowiak zu den Einheiten, die einen Kommandoangriff („Operation Anklet“) auf die Lofoten durchführten. Die Royal Navy setzte insgesamt einen Leichten Kreuzer, sechs Zerstörer, drei Minensucher, zwei Landungsschiffe, zwei U-Boote und ein Vermessungsschiff sowie zwei Tanker, einen Transporter und einen Schlepper ein. Dazu kamen noch zwei norwegische Korvetten und zwei polnische Geleitzerstörer. Der Kreuzer Arethusa kaperte mit drei Tribal-Zerstörern kleinere norwegische Frachter und entdeckte auf einem Vorpostenboot Schlüsselunterlagen. Gelandet wurden 300 Mann, davon 77 Norweger. Am 26. und 27. Dezember 1941 hielten sie die Gemeinden Reine und Moskenes besetzt, um sich dann ohne Verluste mit 32 deutschen Gefangenen und einigen festgenommenen norwegischen Kollaborateuren (Quislinge) sowie 200 norwegischen Kriegsfreiwilligen wieder zurückzuziehen. Die Operation war gegenüber der gleichzeitigen Operation Archery in Vågsøy nur ein Ablenkungsmanöver. Als bei einem deutschen Luftangriff die Arethusa durch einen Nahtreffer beschädigt wurde, brach der Befehlshaber die Operation ab, da er über keine Luftsicherung verfügte und trat am 28. Dezember 1941 den Rückmarsch an.
Am 6. Juni 1942 stieß die in Plymouth stationierte Kujawiak vor dem Clyde zur Sicherung eines Versorgungskonvois für Malta und begleitete ihn nach Gibraltar mit den Kreuzern Liverpool und Kenya sowie den Zerstörern Bedouin, Onslow und Icarus.
Vom 12. bis zum 16. Juni 1942 war die Kujawiak bei der doppelten Konvoi-Operation Harpoon von Gibraltar und Vigorous von Alexandria zur Versorgung Maltas beteiligt. Sie war Teil der Sicherung des am 12. Gibraltar passierenden Westkonvois WS.19 (fünf Frachter und ein Tanker), zu welcher der Flakkreuzer Cairo, die Zerstörer Bedouin, Marne, Matchless, Partridge sowie die ursprünglich für die Türkei vorgesehene Ithuriel und neben der Kujawiak noch die Geleitzerstörer Blankney, Badsworth, Middleton sowie vier Minensucher und sechs MGB gehörten.

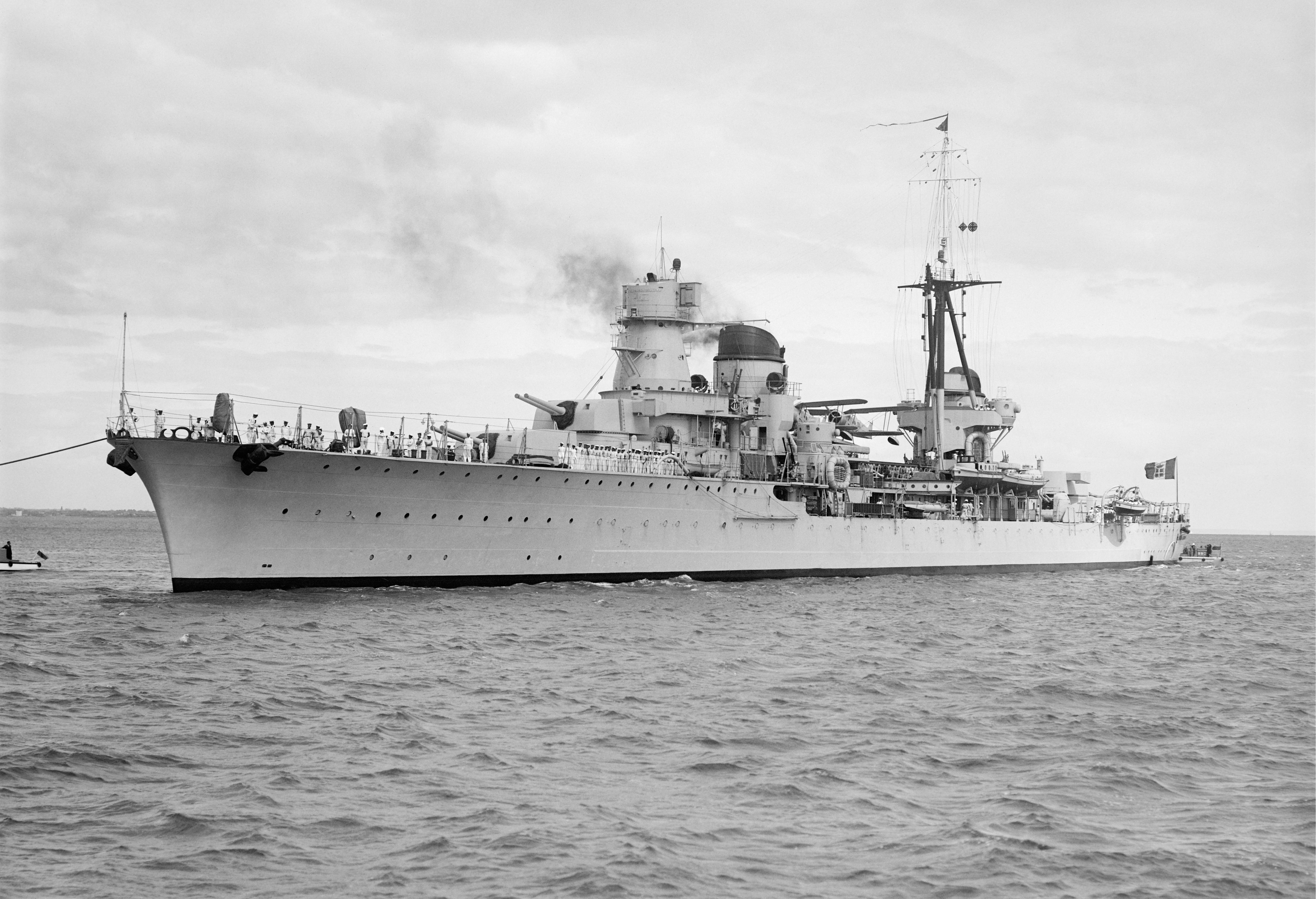
Raimondo Montecuccoli

Am 15. Juni griffen südlich von Pantelleria die italienischen Kreuzer Raimondo Montecuccoli und Eugenio di Savoia mit fünf Zerstörern den Konvoi an und beschädigten die Bedouin und dann die Partridge, die sie zu schleppen versuchte, schwer. Die Bedouin wurde schließlich von Savoia-Marchetti SM.79 „Sparviero“ Torpedobombern versenkt. Die Sicherung, verstärkt durch den aus Malta zurücklaufenden Minenleger Welshman, verhinderte beim ersten Angriff ein Vordringen der italienischen Kriegsschiffe zu den Transportern, die jedoch vom St.G. 3 angegriffen wurden, wobei vier erheblich beschädigt wurden. Ein zweiter Angriff der italienischen Kreuzer in der Nacht führte zur Versenkung oder Aufgabe der beschädigten Transporter. Von ihnen gelangten nur zwei, davon einer durch einen Minentreffer schwer beschädigt, nach Malta. Von den Sicherungsfahrzeugen sank die Kujawiak auf der Position 35° 53′ 0″ N, 14° 38′ 0″ O bei der Einfahrt nach Malta durch Minentreffer, als sie der Badsworth helfen wollte. Matchless und Badsworth wurden schwer, sowie Cairo und Partridge leichter beschädigt.

## Kommandanten
- komandor porucznik[8] Ludwik Lichodziejewski